# Leopold Löwenheim
Leopold Löwenheim (ur. 26 czerwca 1878 w Krefeld w Niemczech, zm. 5 maja 1957 w Berlinie) – niemiecki matematyk, znany przede wszystkim ze swych osiągnięć w logice matematycznej. Udowodnione przez niego w roku 1915 twierdzenie Löwenheima-Skolema było jednym z pierwszych ważnych wyników w teorii modeli.

## Życiorys
Studiował matematykę w Berlinie w latach 1896–1900, a od 1901 pracował jako nauczyciel. Podczas pierwszej wojny światowej odbywał służbę wojskową, nie zaprzestał jednak pracy naukowej i wiele publikował. Po dojściu Hitlera do władzy ze względu na żydowskie pochodzenie – był tylko w trzech czwartych aryjczykiem – został zmuszony do przejścia na emeryturę. Utracił wówczas wiele swoich notatek, które na domiar złego spłonęły podczas jednego z alianckich nalotów na Berlin.
Po II wojnie wrócił do pracy naukowej.